# Jill Johnston
Jill Johnston (* 17. Mai 1929 in London; † 18. September 2010) war eine US-amerikanische Autorin, Journalistin und LGBT-Aktivistin.

## Leben
Johnston besuchte in ihrer Kindheit verschiedene Schulen in Massachusetts und Minnesota. Sie studierte an der University of North Carolina und schloss mit dem Master of Fine Arts ab. Nach ihrem Studium war sie als Autorin tätig und schrieb mehrere Bücher. Zudem war sie viele Jahre als Journalistin für die Zeitschrift The Village Voice tätig. Johnston schrieb unter anderem unter dem Pseudonym F. J. Crowe. Johnston war als Feministin und LGBT-Aktivistin tätig.
Johnston heiratete Richard John Lanham, von dem sie sich 1964 scheiden ließ. Das Paar hatte zwei Kinder. 1993 heiratete Johnston Ingrid Nyboe in Dänemark. Das Paar heiratete 2009 erneut in Connecticut, Vereinigte Staaten.

## Werke (Auswahl)
- 1971: Marmalade Me. E. P. Dutton, New York 1971. Einleitung Gregory Battcock – Um achtzehn Artikel erweiterte Neuausgabe: Wesleylan UP/University Press of New England, Hanover, N. H. 1998, ISBN 978-0-8195-6314-9.
- 1973: Lesbian Nation: The Feminist Solution. Simon and Schuster, New York 1973, ISBN 978-0-671-21433-3.
  - deutsch: Lesben-Nation : die feministische Lösung. 2. Auflage. Amazonen-Frauenverlag, Berlin 1977, ISBN 3-88171-001-9. (Aus dem Amerikanischen übersetzt von Irmtraut Rüber. Deutsch: Nationalität lesbisch. 1976).
- 1974: Gullibles Travels. Links Books, New York 1974, ISBN 978-0-8256-3036-1.
- 1983: Mother Bound; Autobiography in Search of a Father Knopf, New York 1983, ISBN 978-0-394-52757-4.
- 1985: Paper Daughter. Knopf, New York 1985, ISBN 978-0-394-53939-3.
- 1994: Dada and Fluxus. In: Susan Hapgood: Neo-Dada: Redefining Art, 1958–1962. American Federation of Arts, New York 1994, ISBN 978-0-87663-629-9.
- 1994: Secret Lives in Art : Essays on Art, Literature, Performance. acapella/Chicago Review Press, Chicago, Illinois 1994, ISBN 978-1-55652-233-8.
- 1996: Jasper Johns : Privileged Information. Thames and Hudson, New York, N. Y. 1996, ISBN 978-0-500-01736-4.
- 1998: Admission Accomplished: The Lesbian Nation Years, 1970–75. Serpent's Tail, London 1998, ISBN 978-1-85242-450-3.
- 2005: The Jill Hohnston literary Archive : from 1955–Current. Print Means Inc., New York, N. Y. 2005.
- 2008: Niki de Saint-Phalle und der Tarot-Garten. Benteli, Wabern-Bern 2008, ISBN 3-7165-1400-4.
- 2008: England’s Child: The Carillon and the Casting of Big Bells. Cadmus Editions, Tiburon Belvedere, Calif. 2008, ISBN 978-0-932274-71-7.